# Sophie Kerr
Sophie Kerr (Denton, Maryland, 23 de agosto de 1880 – Cidade de Nova Iorque, Nova Iorque, 6 de fevereiro de 1965) foi uma escritora estadunidense, autora de 23 romances e muitos poemas e contos.

## Biografia
Kerr cresceu em Caroline County, Maryland, e viveu grande parte da vida em Nova Iorque; foi educada no “Hood College”, em Frederick, Maryland, e na University of Vermont.  Ela começou a escrever aos 18 anos e trabalhou em um jornal em Pittsburgh, Pensilvânia, por alguns anos, depois mudou-se para Nova Iorque, onde foi chefe de redação do Woman's Home Companion. Kerr contribuiu com contos para quase todas as revistas dos Estados Unidos da América. A casa de Sophie Kerr ainda está em sua cidade natal, Denton, em Maryland.
Ker foi casada e posteriormente se divorciou de John DeLoss Underwood (1904-1908).

## Filantropia
Em seu testamento, ela deixou meio milhão de dólares para o Washington College, em Chestertown, Maryland, para financiar um escritor promissor graduando a cada ano. O investimento desse dinheiro por 40 anos permitiu ao "Sophie Kerr Prize" crescer para perto de $70,000 e se tornar o maior prêmio para graduandos de literatura do país, e certamente um dos maiores do mundo, ultrapassando o Prêmio Pulitzer, o National Book Award e o National Book Critics Circle; isso permitiu à faculdade trazer grandes escritores de toda a nação.

## Obras principais
- Love at Large, 1916
- Blue Envelope, 1917
- The Golden Block, 1918
- The See-Saw, 1919
- Painted Meadows, 1920
- One Thing is Certain, 1922
- Mareea-Maria, 1929
- Tigers Is Only Cats, 1929
- In For a Penny, 1931
- Girl Into Woman, 1932
- Stay Out of My Life, 1934
- Miss J. Looks On, 1935
- There's Only One, 1936
- Fine to Look At, 1937
- Adventure With Women, 1938
- Curtain Going Up, 1940
- The Beautiful Woman, 1941
- Michaels's Girls, 1942
- Jenny Devlin, 1943
- Love Story Incidental, 1946
- Wife's Eye View, 1947
- As Tall As Pride, 1949
- The Man Who Knew the Date, 1951

## Sophie Kerr em língua portuguesa
- Mulher Sem Alma ("The Beautiful Woman"), volume 90 da Coleção Biblioteca das Moças, da Companhia Editora Nacional. Tradução de Ligia Junqueira. Publicado em 1955.